# Johann Eck
Johann Maier von Eck (13 de noviembre de 1486-13 de febrero de 1543) fue un escolástico y teólogo germano defensor del catolicismo durante la reforma protestante.

## Biografía
Su nombre de nacimiento era "Johann Maier", pero cambió su apellido a Eck (su lugar de nacimiento, conocido posteriormente como Egg, cerca de Memmingen en Suabia). Después de 1505 comenzó a firmar como Eckius o Eccius, es decir, “de Eck”. Su padre, Michael Maier, era campesino y bailío (o Amtmann) de la aldea. Su tío, Martin Maier, párroco de Rottenburg, se encargó de su educación.
Se matriculó en la Universidad de Heidelberg con 12 años, la cual abandonó al año siguiente para ir a la de los Juegos Tubinga. Luego de recibir su título de maestría en 1501, empezó a estudiar Teología bajo la dirección de Johann Jakob Lempp, así como hebreo y economía política con Konrad Summenhart. Se fue de Tubinga en 1501 a causa de la peste y después de un año en Colonia pasó a la de Universidad de Friburgo. Allí siguió estudiando Teología y Derecho, dando clases como catedrático. Fue tutor del destacado líder anabaptista de y Balthasar Hubmaier, destacado líder anabaptista de Waldshut y Nikolsburg, relación que mantuvieron también cuando se trasladaron a la Universidad de Ingolstadt. En 1508 ingresó al sacerdocio en Estrasburgo y dos años más tarde obtuvo un doctorado en Teología.
Publicó su primera obra, "Ludicra logices exercitamenta", en 1506 en Friburgo. A pesar de tener un espíritu indomable y un poder de invectiva incontrolable, demostró ser un brillante y astuto orador. En desacuerdo con sus colegas, aceptó un puesto de catedrático en Ingolstadt en noviembre de 1510, fecha en la que también recibió honores e ingresó como canónigo en Eichstädt. En 1512 lo nombraron pro canciller de la Universidad y la convirtió en un baluarte del catolicismo.
Expresó su amplio conocimiento en una gran cantidad de escritos. En el campo teológico escribió "Chrysopassus" (Augsburgo, 1514), en el cual desarrolló una teoría de la predestinación; asimismo adquirió renombre como comentarista de las "Summulae", de Pedro Hispano, y de "De caelo" y "De anima", de Aristóteles.
Como economista político defendió la legalidad del cobro de intereses, posición que argumentó con éxito en Augsburgo en 1514, y en Bolonia en 1515, donde debatió igualmente sobre la predestinación. Repitió estos triunfos en Viena en 1516. Gracias a dichos aciertos, obtuvo el patrocinio de los Fugger, lo cual escandalizó a Martín Lutero.
Una comisión ducal designada para terminar el largo conflicto entre los académicos, pidió a Eck que preparara nuevos comentarios sobre Aristóteles y Pedro Hispano. Además de llevar a cabo todas sus otras tareas, entre 1516 y 1529 publicó comentarios sobre las "Summulae" de Pedro Hispano y sobre "Dialéctica", "Física" y otras obras de Aristóteles que tenían un carácter menos científico. Sus comentarios se convirtieron luego en libros de texto de la universidad. En sus primeros años, Eck era considerado un teólogo moderno, y sus comentarios se inspiran en gran medida en el espíritu científico del nuevo aprendizaje. Su objetivo, sin embargo, era encontrar una via media entre lo antiguo y lo nuevo.
También defendió la causa del pontificado. Como resultado de esta nueva resolución, escribió "De primatu Petri" en 1519, y su "Enchiridion locorum communium adversus Lutherum" tuvo cuarenta y seis ediciones entre 1525 y 1576. Entre 1530 y 1535 publicó una colección de sus escritos en contra de Lutero, Opera contra Ludderum, en 4 volúmenes. También arremetió contra un viejo amigo, el humanista y jurista Ulrich Zasius, por una doctrina proclamada diez años antes, y contra Erasmo de Róterdam por "Annotationes in Novum Testamentum".
Eck murió en Ingolstadt, habiendo luchado hasta el final por sus ideales. Su vasto aprendizaje fue el resultado de una muy buena memoria y de una incansable diligencia, pese a carecer de imaginación creativa. A pesar de haber sido un poderoso polemista, sus victorias fueron las de un dialéctico.

## Debates contra Lutero y Karlstadt
Ya en la primavera de 1517 Eck había entrado en relaciones de amistad con Martin Lutero, con quien consideraba que compartía puntos de vista; pero esta ilusión no duró mucho tiempo. En su Obelisci, Eck atacó las tesis de Lutero, las cuales había recibido por parte de Christoph von Scheurl, lo acusó de promocionar la “herejía de la Hermandad Bohemia” y de fomentar la anarquía dentro de la Iglesia, catalogándolo también como un husita. Lutero le respondió en su Asterisci adversxes obeliscos Eccii. Andreas Karlstadt defendió la postura de Lutero con respecto a las indulgencias y se involucró en una violenta controversia con Eck.
Impulsados por un deseo mutuo por un debate público, Eck y Lutero hicieron un pacto en el cual Eck se comprometió a debatir con Karlstadt en Erfurt o Leipzig, con la condición de que Lutero se abstuviera de participar. En diciembre de 1518 Eck publicó las 12 tesis que defendería ante Karlstadt, pero como no estaban dirigidas a su aparente oponente, sino a Lutero, este último escribió una carta abierta a Karlstadt en la que declaró estar listo para debatir con Eck. El debate entre Eck y Karlstadt comenzó en Leipzig el 27 de junio de 1519. En las cuatro primeras sesiones, Eck sostuvo que el libre albedrío es el agente activo en las buenas obras, pero se vio obligado por su oponente a modificar dicha posición para admitir que la gracia de Dios y el libre albedrío trabajan en armonía hacia el mismo fin. Karlstadt procedió a demostrar que las buenas obras solo se pueden atribuir a Dios. A continuación, Eck admitió que el libre albedrío es pasivo en el comienzo de la conversión, pero que con el transcurso del tiempo llega a ocupar su lugar; por lo que, si bien todas las buenas obras se originan en Dios, su realización no depende enteramente de su labor.
A pesar de encontrarse virtualmente forzado a abandonar su posición, consiguió confundir a Karlstadt haciendo uso de su buena memoria y de su habilidad dialéctica; quedándose con la victoria. No tuvo el mismo éxito al enfrentarse con Lutero, quien, como él mismo confesó, era superior a él en términos de memoria, perspicacia y sabiduría. Luego de debatir acerca de la supremacía del pontificado, del purgatorio, de la penitencia, etc., durante 23 días (del 4 al 27 de julio), los árbitros se negaron a dar un veredicto. Él logró que Lutero reconociera cierto grado de veracidad en las opiniones husitas y declaró estar en contra del Papa, pero su éxito solo agravó su resentimiento para con sus oponentes. Desde ese momento, Eck se esmeró desmesuradamente en derribar a Lutero, sacando sus argumentos de la Biblia, de la Sagrada Tradición apostólica, del consenso de los Santos Padres, de la inefabilidad de los concilios y de algunos documentos pontificios. Eck también obligó a Lutero a declarar que los concilios ecuménicos habían sido irregulares en algunas ocasiones, como cuando en el concilio de Constanza (1414-1418) se condenó a Juan Hus (en 1415). En ese momento, Lutero negó la autoridad tanto del papa como del consejo. Los teólogos de la Universidad de Leipzig recibieron a Eck como vencedor, abrumándolo con honores y regalos. Es entonces cuando probablemente en la mente de Lutero hubo un giro mas radical por el que se decidió por el cisma para poder implementar las reformas innovadoras que no pudo demostrar como verdaderas en el seno de la Iglesia Católica, pues hasta ese momento Lutero no estaba considerando abandonar la comunión, pese al incidente de las Indulgencias, solo intentar corregir a la jerarquía, asumiendo siempre que su consciencia estaba en lo correcto. 
Se relata que, antes de comenzar el debate, Juan Eck exclamo: «Todo cuanto diré, como lo que ya he dicho, lo someto al juicio de la sede primaria [Iglesia de Roma] y de quien en ella se asienta [Papa o Sucesor de Pedro], y después al de aquellos que tienen por oficio corregir a los que yerran [Magisterio de la Iglesia] y reducirlos al conocimiento de la verdad.» Ante ello, Juan Eck se había caracterizado por una gran humildad en su actitud, respondiendo a las ofensas de Lutero con frases como: «Te ruego, Martín mío, por amor de nuestro Señor Jesús, que mires mejor por tu conciencia... Yo conozco mi pequeñez, y sé que falto en muchas cosas», puesto que no sentía que se estaba representando a el mismo y lo que dictara "su consciencia" o "su razón", sino que estaba representando a la Iglesia de Cristo, y su enseñanza del Deposito de fe, al que creía un deber adecuarse.

## Ataques contra Lutero y Melanchthon
Luego de regresar a Ingolstadt, Eck intentó persuadir a Federico III de Sajonia para que quemara en público las obras de Lutero, y durante 1519 publicó más de 8 escritos en contra del nuevo movimiento. No logró, sin embargo, obtener una decisión condenatoria de las universidades que debían pronunciarse sobre el debate de Leipzig. La Universidad de Erfurt devolvió las actas del encuentro al duque de Sajonia sin dar su aprobación. La Universidad de París, luego de ser presionada en varias ocasiones, concluyó con una decisión ambigua que se limitaba a “la doctrina de Lutero hasta donde se ha investigado”. Los únicos seguidores de Eck fueron los viejos cazadores de herejes Hoogstraten y Emser de Leipzig, junto con las autoridades aliadas de las universidades de Colonia y de Lovaina. Lutero contrarrestó los ataques de Eck con la misma vehemencia. En esta época, Felipe Melanchthon le escribió a Œcolampadius mencionando que había entendido claramente la diferencia entre lo que consideraba ser la verdadera teología cristiana y el escolasticismo de los doctores aristotélicos en Leipzig. En su Excusatio (¿Wittenburg, 1519?), Eck, agriado más aún porque a principio de ese año le había advertido a Erasmo, un joven estudiante de teología, que no se precipitara en el conflicto religioso, replicó que Melanchthon no sabía nada sobre teología. En respuesta, Melanchthon demostró que era ampliamente versado en teología. A Eck le fue incluso peor en octubre del mismo año al intentar ayudar a Emser con una diatriba escrita contra Lutero. Dos sátiras mordaces, una de Œcolampadius y otra de Willibald Pirckheimer, lo sumieron en una furia que solo se calmaría con la quema pública de toda la literatura en la plaza de mercado de Ingolstadt, acto que contuvo su colega Reuchlin.

## Emisario papal e inquisidor
Eck era más considerado “el campeón impávido de la fe verdadera” en Roma que en Alemania, donde persuadió a las universidades de Colonia y Lovaina para que condenaran los escritos de Lutero, pero no logró alistar a los príncipes alemanes. En enero de 1520 visitó Italia invitado por el Papa León X, a quien le presentó su obra más reciente De primate Petri adversus Ludderum (Ingolstadt, 1520), por la cual fue nominado al cargo de protonotario papal, aunque sus esfuerzos por instar al Curia a tomar una acción decisiva en contra de Lutero no tuvieron éxito por un tiempo.
Regresó a Alemania en julio con la bula papal Exsurge Domine en contra de las escrituras de Lutero, en la cual se condenaba como heréticas o erradas cuarenta y una propuestas de Lutero. Eck creía estar en una posición adecuada para aplastar no solo a los "herejes luteranos", sino también a sus críticos humanísticos. Sin embargo, la publicación de la bula papal no demoró en desengañarlo. Las universidades y los humanistas se unieron en denuncias contra el atropello. En lo que respecta a la actitud de los ciudadanos, Eck tuvo suerte de haber podido escapar de Sajonia con vida.

## Obra
- Enchiridion locorum communium adversus Lutherum et alios hostes ecclesiae (en latin), 1536..
- Eck, Johannes; Smeling, Tilmann,  Fraenkel, Pierre, ed., Enchiridion locorum communium adversus Lutherum et alios hostes ecclesiae [Enchiridion (i.e., handbook or manual) of Commonplaces against Luther and other Enemies of the Church: with the additions by Tilmann Smeling], Corpus Catholicorum: Werke katholischer Schriftsteller im Zeitalter der Glaubensspaltung. Works of Catholic authors in the Time of the Splitting of the Faith (en latin) 34, pp. 1525-2543..
- Lewis Battles, Ford (transl.) (1979), Enchiridion of Commonplaces..., Grand Rapids, MI: Baker Book House, ISBN 978-0-8010-3352-0..